# Partido de la Libertad del Pueblo Lusitano
El Partido da Liberdade do Povo Lusitano (Partido de la Libertad del Pueblo Lusitano) es un partido nacionalista y progresista lusitano no reconocido por las autoridades portuguesas. Fue fundado el 17 de julio de 2001 en Folgosinho.

## Ideología
Su principal objetivo es la creación de una Región Autónoma Lusitana dentro de la República Portuguesa y, si se diera el caso, independizar dicha Región con una secesión y la unión a las Naciones Unidas. Rechazan la Unión Europea mas no la Unión Ibérica.
Reconocen el derecho a la privacidad, el derecho al trabajo, la igualdad, las libertades individuales, la libertad de prensa, la descentralización de le economía en una economía de mercado no neoliberal.
Luchan por la preservación de la herencia lusitana, de su cultura, religión, lengua y modos de vida. Para ello proponen una televisión con un 60% de la programación en lusitano y controladas por el Estado.

### Lengua
Reconocen el lusitano como la única lengua de Lusitania.
Proponen una educación exclusivamente en lusitano y el renacer de las lenguas indígenas ibéricas anteriores a la legada de Roma.

### Ambiente
Favorable al tratado de Kioto y al fin de la tala masiva de árboles, tiene propuestas como la plantación de especies nativas y la eliminación de la utilización abusiva de minas.

### Ciudadanía e inmigración
De corte tradicionalista y rayando el racismo, propone una moratoria de 10 años a la llegada de inmigrantes extranjeros, los cuales deberán tener un gran dominio de la lengua lusitana.